# Clara Blandick
Clara Blandick, född 4 juni 1876 i Hong Kong, död 15 april 1962 i Hollywood, Kalifornien, var en amerikansk skådespelare. Blandick gjorde professionell debut som skådespelare 1901 och var främst verksam som teaterskådespelare fram till 1929 då hon istället flyttade till Hollywood. Hon blev under 1930-talet och 1940-talet anlitad som karaktärsskådespelare i film, och sin kanske kändaste filmroll gjorde hon i Trollkarlen från Oz 1939 som Aunt Em.

## Filmografi i urval
- 1930 – Flickan sa nej
- 1930 – Romantik
- 1931 – Den farliga vägen
- 1931 – A.B. Tre Skälmar
- 1932 – Hans hustrus brott
- 1933 – Alltid i mina tankar...
- 1934 – En ängel med temperament
- 1936 – Sången om skogarnas folk
- 1936 – Äventyraren Anthony Adverse
- 1937 – Hollywood
- 1939 – Huckleberry Finns äventyr
- 1939 – Trollkarlen från Oz
- 1939 – Flammande vildmark
- 1941 – Det började med Eva
- 1941 – Vagnarna rulla om natten
- 1942 – Svindel och kärlek
- 1944 – Med list och lust
- 1946 – Stulet liv
- 1947 – Pappa och vi
- 1948 – Åh, vilken brud!
- 1950 – Styv i korken

## Teater

### Roller
| År   | Roll           | Produktion            | Regi               | Teater                        |
| ---- | -------------- | --------------------- | ------------------ | ----------------------------- |
| 1928 | Sarah Bowditch | La Gringa Tom Cushing | Hamilton MacFadden | Little Theatre, New York, USA |